# イサック
イサック氏族（ソマリ語:Reer Sheikh Isaxaaq）は、アフリカ大陸東部にあるアフリカの角の民族であるソマリ族を構成する氏族の1つ。
主にソマリアの北部に居住し、ハルゲイサ、ベルベラ、ブラオの3都市に特に人口が集中している。スンナ派のイスラームを信仰し、ソマリ語を話す。ソマリア内戦の過程でソマリランド共和国を建国したのも、このイサック氏族である。
イサック氏族は更に5つの小さな氏族に分かれる。